# لورا تومسون (دراجة)
لورا تومسون (بالإنجليزية: Laura Thompson)‏ هي دراجة نيوزيلندية، ولدت في 4 يونيو 1987.

## روابط خارجية
- لورا تومسون على موقع إحصائيات الدراجات الإحترافية (الإنجليزية)
- لورا تومسون على موقع Paralympic.org (الإنجليزية)
- لورا تومسون على موقع اللجنة البارالمبية النيوزيلندية (الإنجليزية)